# Rákóczi tér metróállomás
A Rákóczi téri metróállomás a budapesti M4-es metró vonalán helyezkedik el a Kálvin tér és a II. János Pál pápa tér között.
Az állomás 2013. december 5-én kapta meg a használatbavételi engedélyt az NKH-tól, ezzel már négy megálló is elkészült a vonalon.
Az állomás 22 méterrel a felszín alatt helyezkedik el, ahonnan négy mozgólépcső és két lift vezet a peron szintjére. A mozgólépcsős lejárat először egy átszállószintre vezet, ahonnan egy ellenkező irányú mozgólépcső megy le a peronig.
A metró projektjén belül a térre, a vásárcsarnokhoz egy mélygarázst is építettek.

## Érdekességek
- Az állomásra két cső vezeti be a napfényt
- A belső falak burkolata színeiben követi a piros-fehér-zöld trikolórt
- Az állomáson fel vannak sorolva II. Rákóczi Ferenc egykori birtokai, melyek közt Tiszavasvári neve helytelenül, Tiszavasvárként szerepel a mai napig.

## Átszállási lehetőségek
| Rákóczi tér | 4, 6 | Rákóczi téri vásárcsarnok |

## Képek

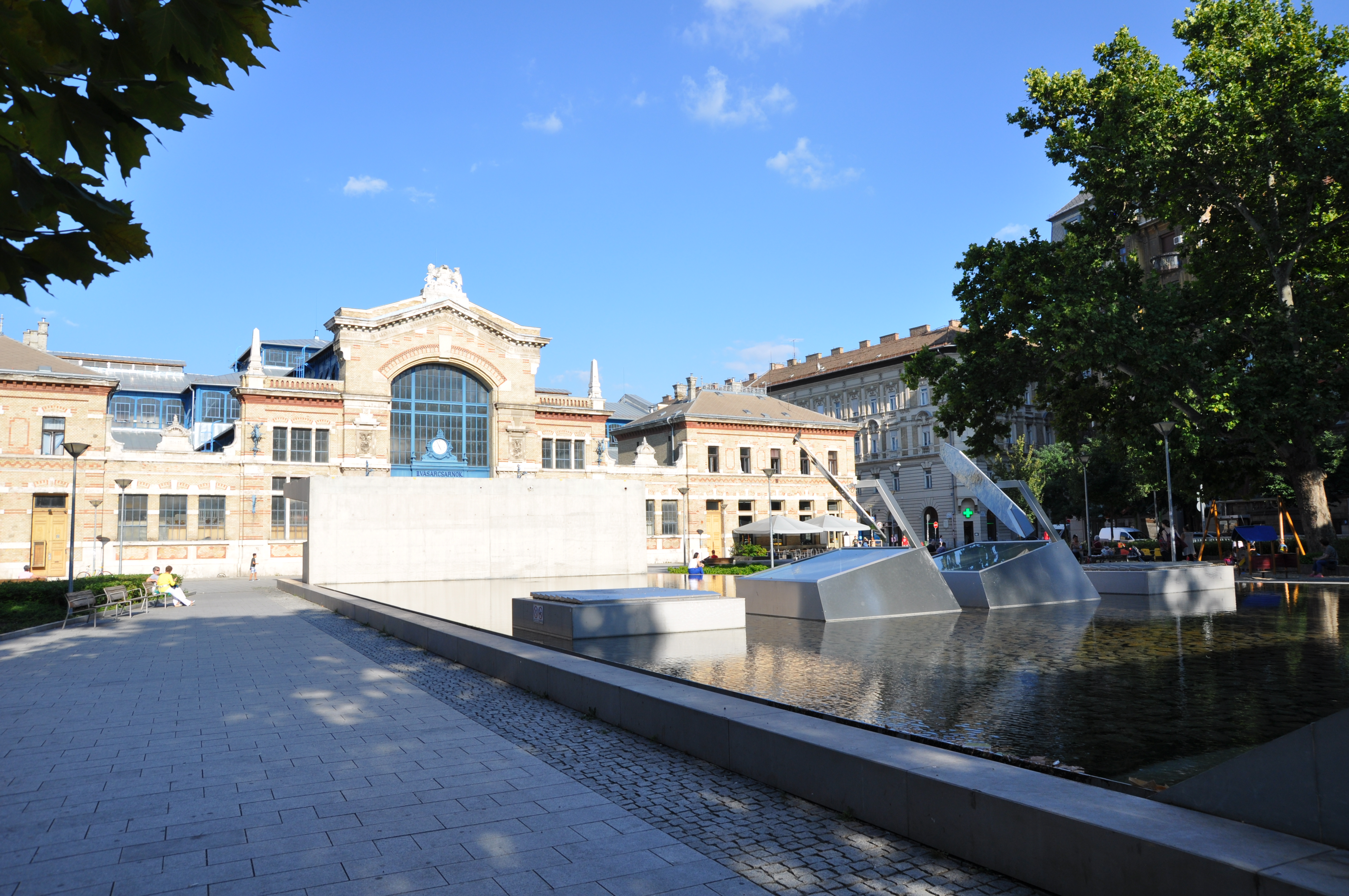
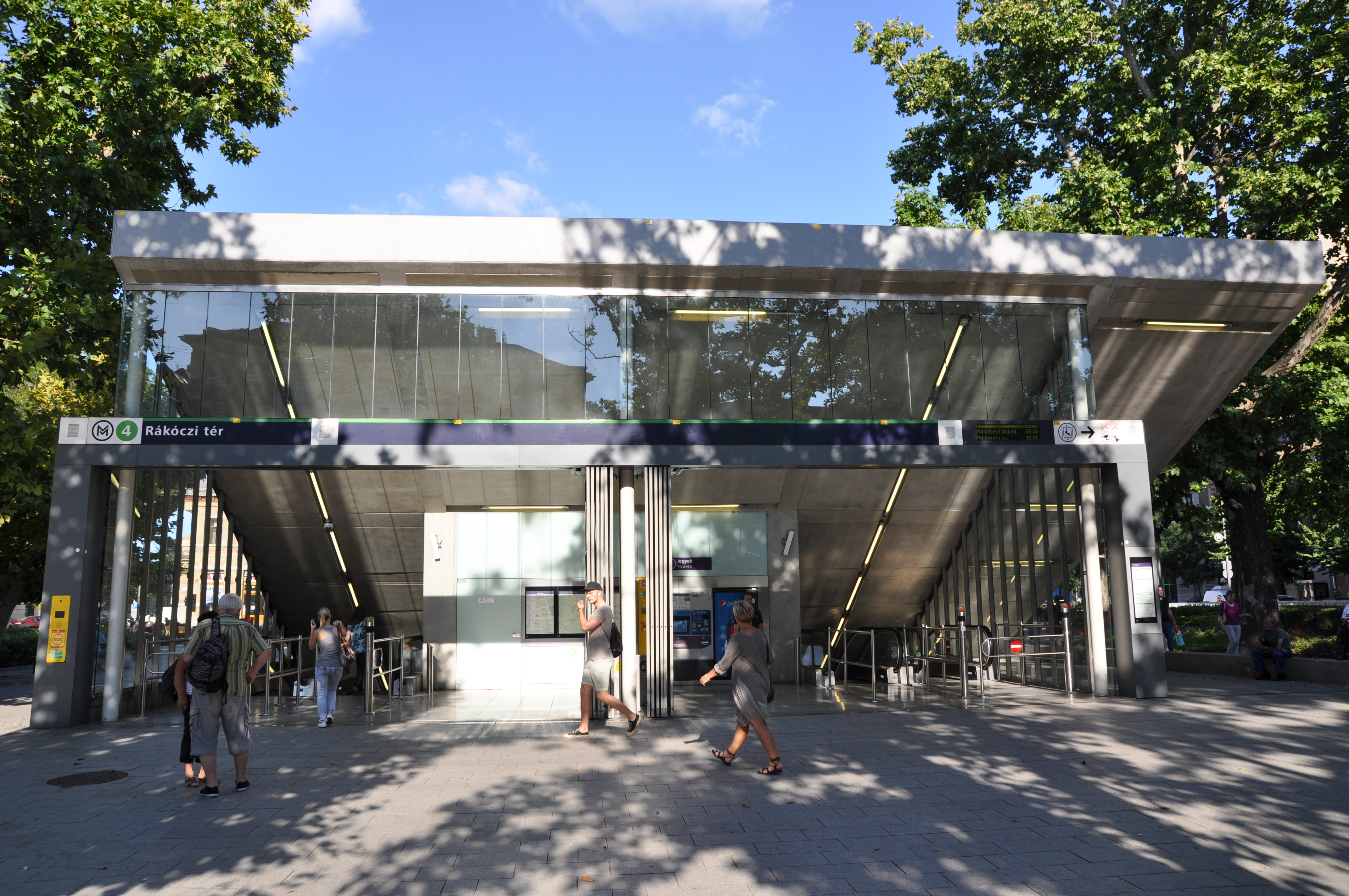
Az M4-es metróvonal Rákóczi téri állomásának lejárója
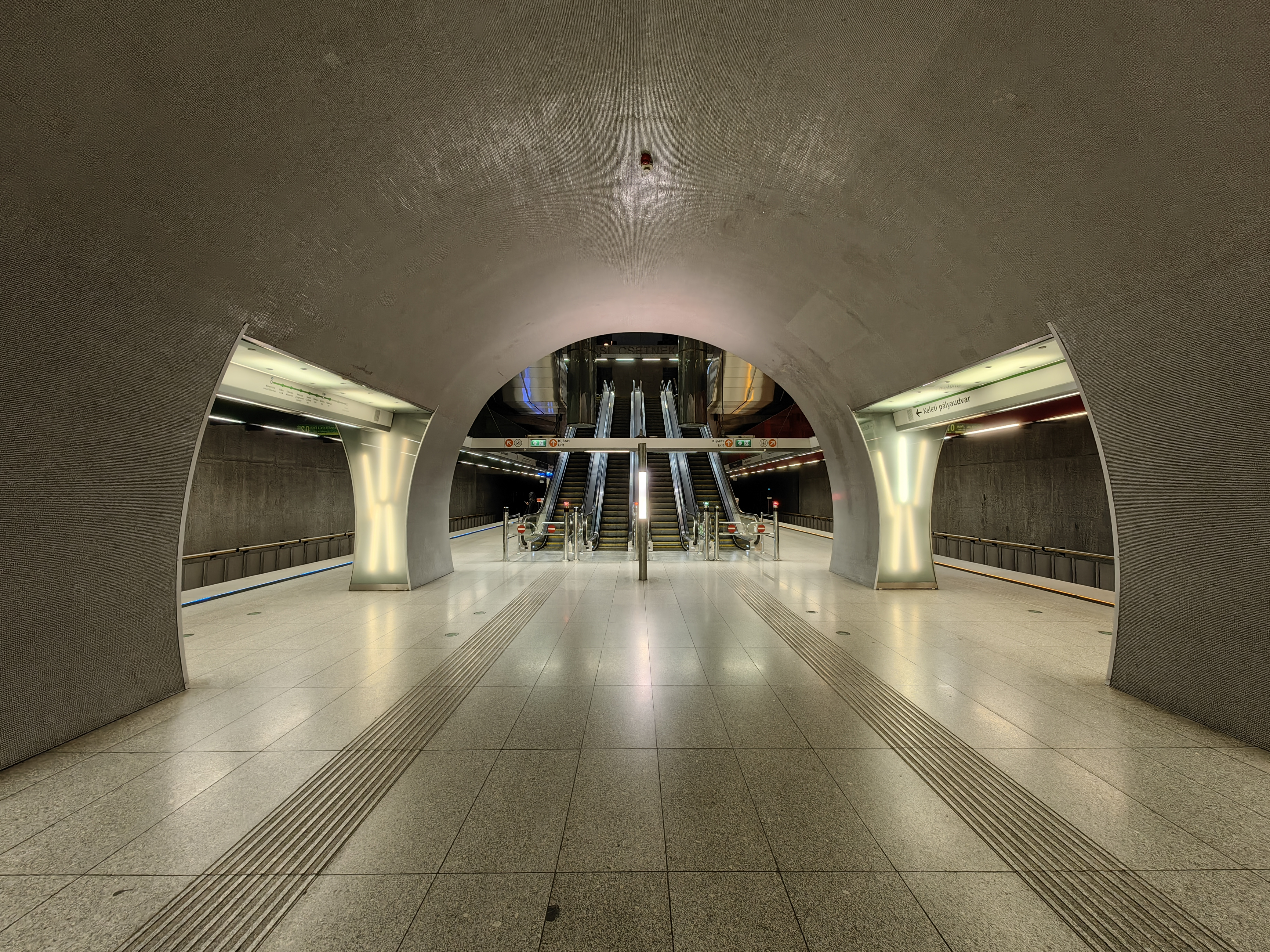
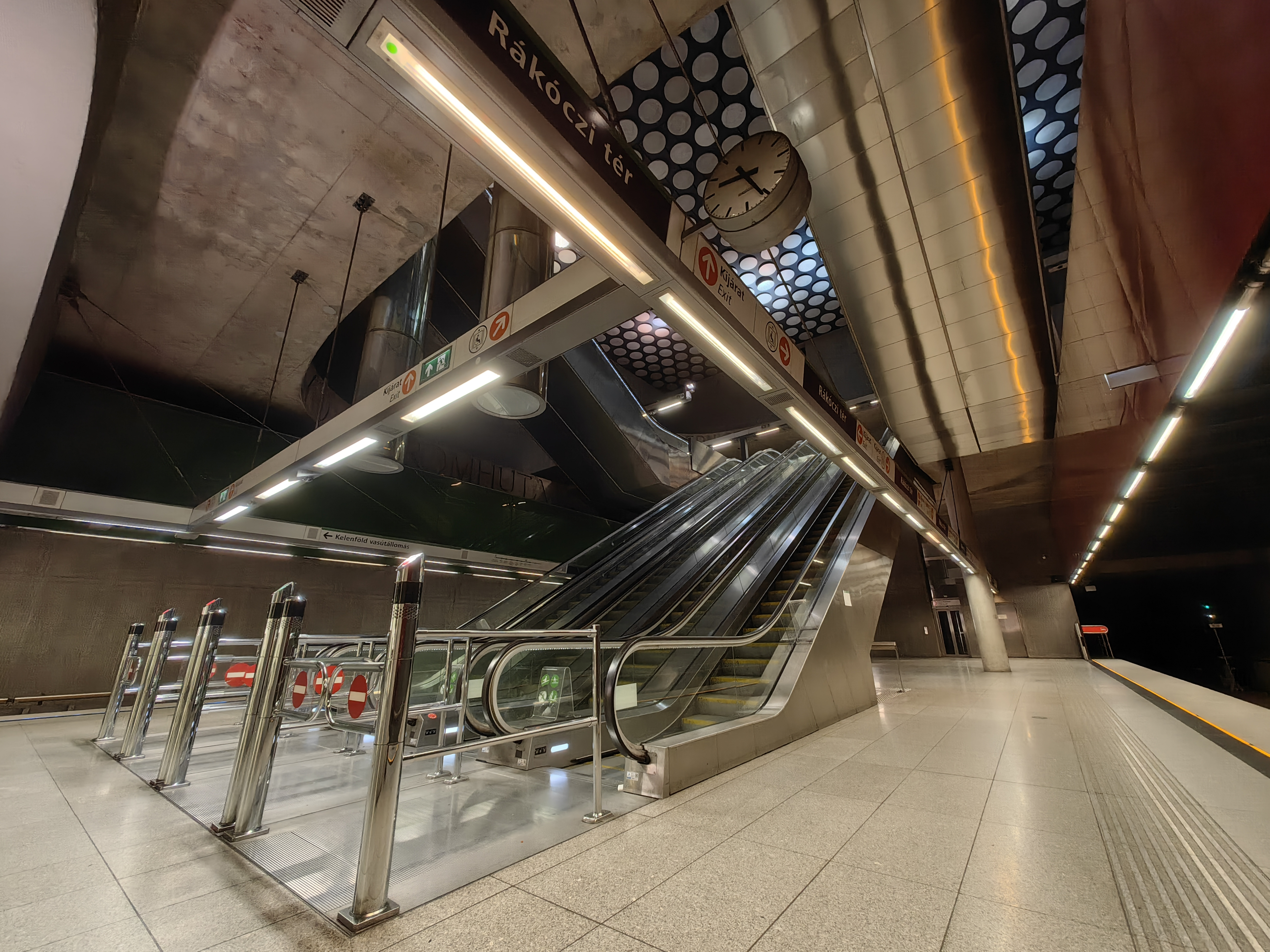
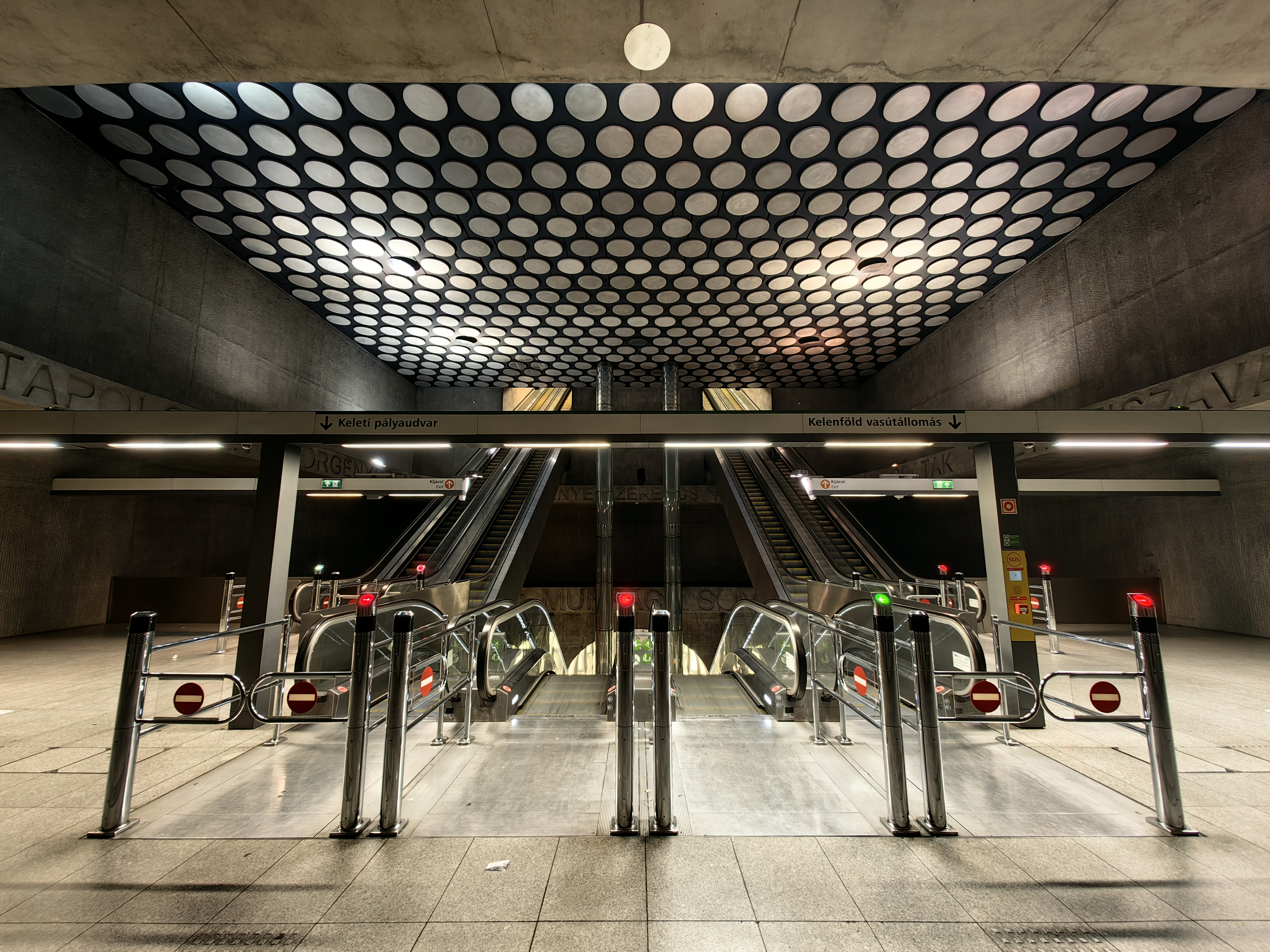
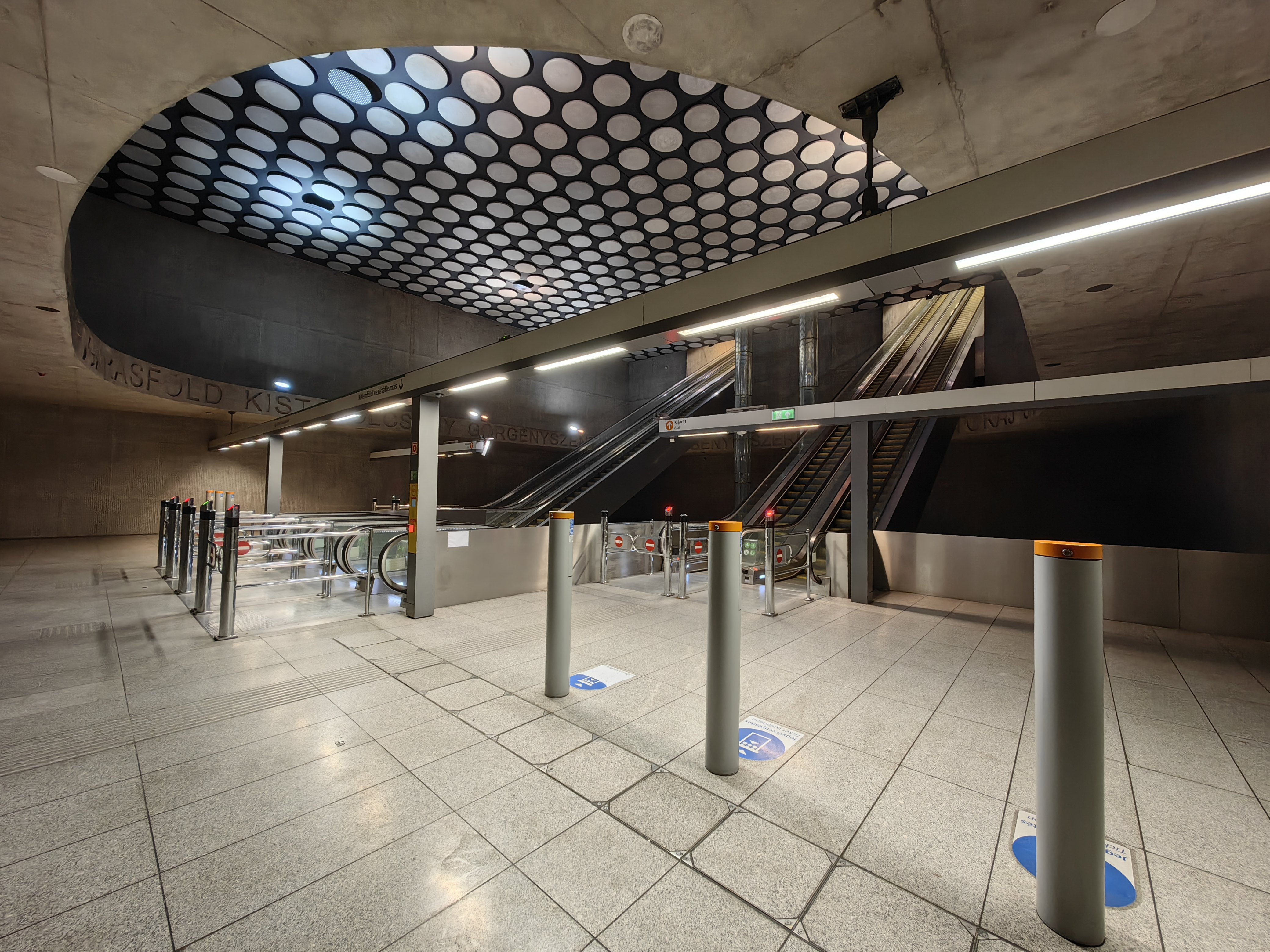
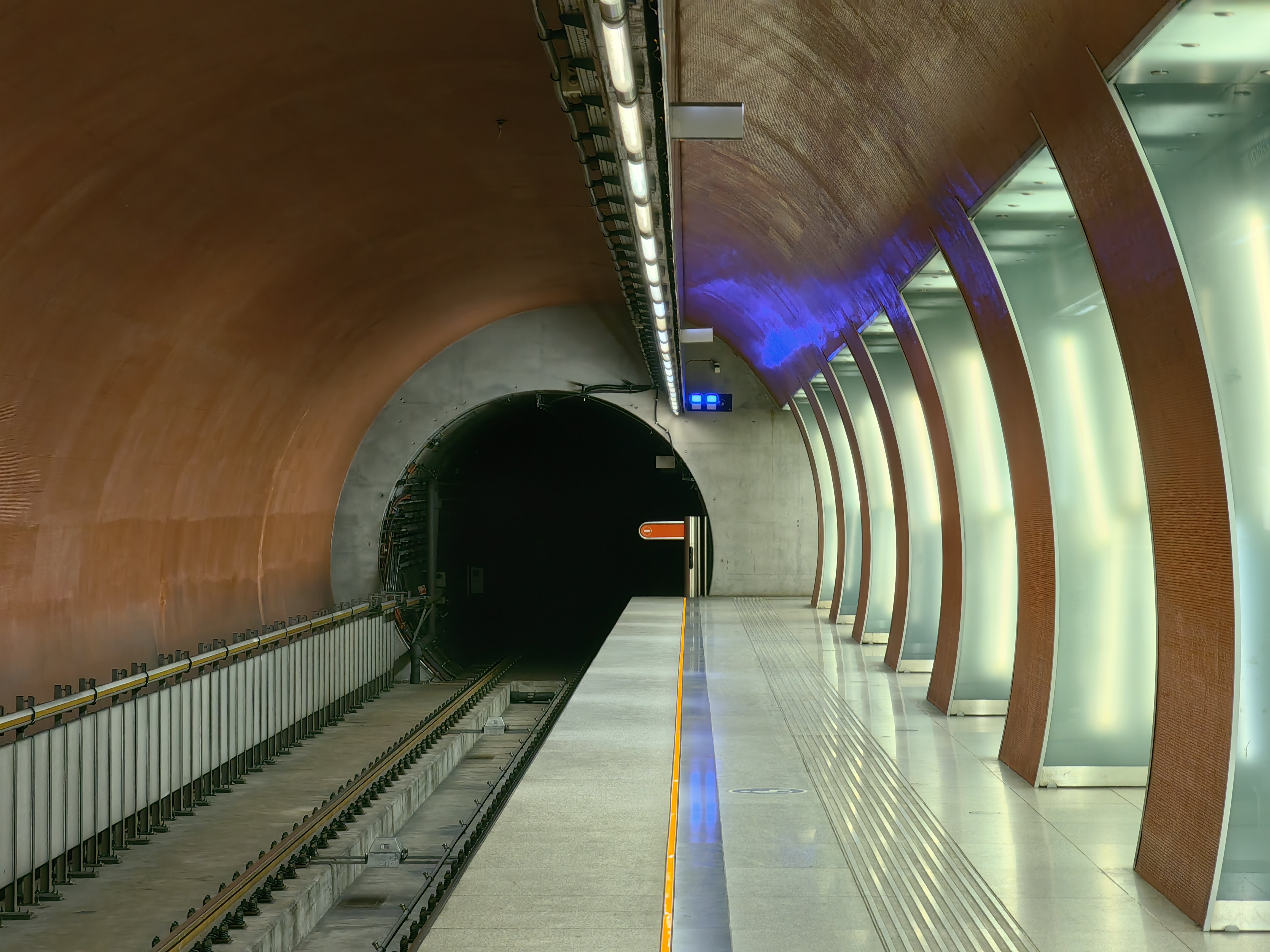
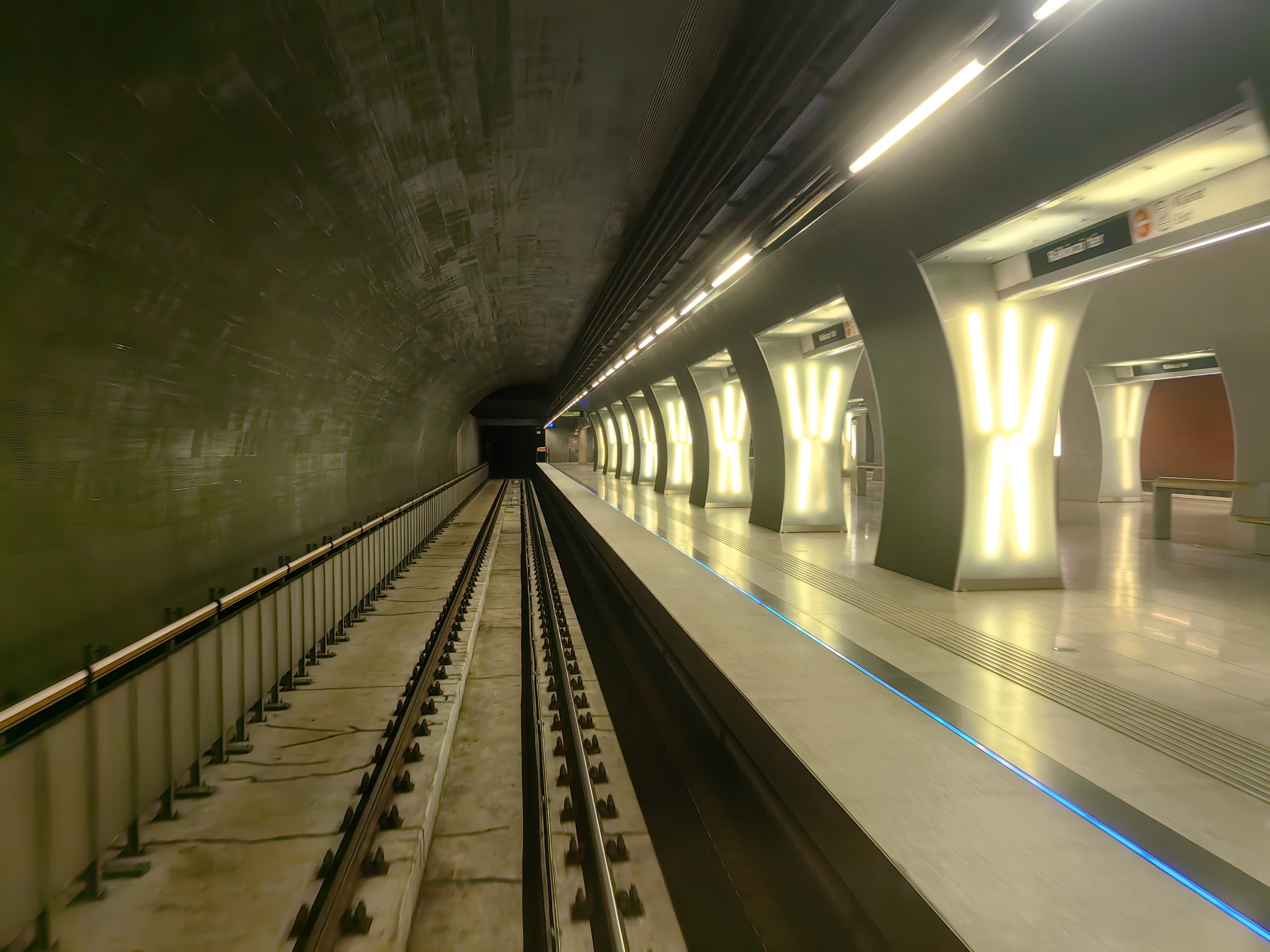